# Alessandro Antichi
Alessandro Antichi (n. 14 mai 1958, Grosseto, Toscana, Italia) este un politician italian.